# Mierendorffplatz (metrostation)
Mierendorffplatz is een station van de metro van Berlijn, gelegen onder het gelijknamige plein (kruising Osnabrücker Straße / Lise-Meitner-straße) in het stadsdeel Charlottenburg. Het metrostation opende op 1 oktober 1980 en is onderdeel van lijn U7.
Station Mierendorffplatz heeft een eilandperron en ligt in een flauwe bocht. Aan beide zijden van het station leiden uitgangen via een tussenverdieping naar het straatniveau. Het metrostation werd ontworpen door Rainer Rümmler en is zoals vele stations op dit deel van de U7 gedecoreerd met mozaïeken. Op de muren langs de sporen overheersen de kleuren groen en rood; de decoratie bestaat uit gestileerde rode letters M, waarin in het wit de stationsnaam is aangebracht. Het dak is geel geschilderd.